# Соннак (Приморская Шаранта)
Сонна́к (фр. Sonnac) — коммуна во Франции, находится в регионе Пуату — Шаранта. Департамент коммуны — Шаранта Приморская. Входит в состав кантона Мата. Округ коммуны — Сен-Жан-д’Анжели.
Код INSEE коммуны — 17428.

## Население
Население коммуны на 2010 год составляло 526 человек.
| 1962 | 1968 | 1975 | 1982 | 1990 | 1999 | 2010 |
| ---- | ---- | ---- | ---- | ---- | ---- | ---- |
| 705  | 673  | 671  | 558  | 536  | 541  | 526  |

## Выдающиеся уроженцы
Анри Кудро (1859 - 1899) — французский путешественник, географ, исследователь Амазонии, скончавшийся в Бразилии во время одной из экспедиций. В Соннаке также похоронена его супруга исследовательница Октавия Кудро.